# Nicholas Mevoli
Nicholas Lawrence Mevoli III foi um mergulhador estadunidense.
Tornou-se notório por ter conquistado, em maio de 2013, o recorde americano de apnéia. Em um torneio disputado em Honduras, ele atingiu 100 metros na disciplina constante de peso e ficou sob a água por 2 minutos e 45 segundos.

## Morte
Mevoli morreu no dia 17 de Novembro de 2013. Numa tentativa de bater o próprio recorde, ele atingiu 72 metros de profundidade e, após ficar três minutos e 38 segundos debaixo d’água, já à superfície após tirar os óculos de proteção ele perdeu a consciência. Mevoli foi o primeiro atleta a morrer em uma competição internacional de apnéia.

"A morte do Sr. Mevoli foi a primeira em mais de 20 anos de competições da Aida. Vamos rever o acidente para saber o que podemos fazer para evitar mais lesões graves."
|Comunicado da AIDA (Federação Internacional Mundial para apneia em mergulho).}}

## Conquistas
- 2012 - Título do Campeonato Deja Blue de Mergulho Livre, nas Ilhas Cayman.[5]
- 2013 - Título do Campeonato Deja Blue de Mergulho Livre, em Curaçao.[6]
- 2013 - Terceiro lugar na Copa do Caribe, em Roatan, Honduras.[5]
- 2013 - Medalha de bronze em Peso Constante Sem Nadadeiras no Mundial na Grécia.[5]